# T・K式飛行機
T・K式飛行機（T・Kしきひこうき）は、福岡市の高校生らが主導する形で、前田航研工業で製作されていた軽飛行機。実機の完成には至っていない。名称はT・K式飛行機の他に、T・K一号やT.K.号とも呼ばれる。

## 概要
1958年（昭和33年）10月頃、当時博多工業高等学校1年生だった木村嗣生は、フランスの17歳少年によるヨーデル製キット機の製作・飛行を報じた『航空情報』の記事に触発されて軽飛行機の設計を始め、1959年（昭和34年）2月には博多工高航空部顧問からの紹介を受け、3面図と性能計算を前田航研の前田建一所長のもとへ持ち込んだ。その後、前田航研糸島工場での木村の下働きを経て、木村が前田所長の指導を受ける形でT・K式飛行機の製作が開始された。
福岡中央高等学校の前田隼（前田所長の3男）、修猷館高等学校の篠原洋三、福岡商業高等学校の黒木一英、博多工高の行木徹らをメンバーに加えつつ、製作費の捻出のため、前田所長と高校生たちは昭和十二年の生活と表現される日常生活での節約を行いながら、糸島工場で製作を進めた。1961年（昭和36年）5月の時点で骨組が完成、胴体が板張りされるところまで進行したが、同年春の木村の高校卒業・就職や、同年秋に博多工高の文化祭での機体展示が中止させられたことなどの影響を受けて以後の作業は停滞し、主翼リブまでで製作は終了した。その後、製作途中のままの機体は前田航研で教材として用いられた。
機体は桧材を用いた木製骨組に羽布およびベニヤ板張り、片持ち式のテーパー翼を主翼とする低翼単葉機で、エンジンはフォルクスワーゲンのものを転用する予定だった。製作費は17万円。
なお、機体名にある「T・K」は、グライダーに関わる大学生などが集っていた当時の前田所長の周囲の様子を「航空寺子屋」と例え、その「寺子屋」の頭文字から取られたものと説明されている。

## 諸元
出典：「夢は大空 軽飛行機をつくる三高校生」 7面、「ただ今飛行機製作中」 180頁、「⑦ 軽飛行機製作記」。
- 全長：5.5 m[6][2]あるいは5.8 m[3]
- 主翼幅：7.0 m[6]あるいは7.2 m[2]あるいは7.3 m[3]
- 全高：1.6 m
- 翼面積：7.7 m2
- 自重：280 kg[6][注 1]
- 総重量：270 kg[3]あるいは400 kg[6]
- エンジン：フォルクスワーゲン 空冷水平対向4気筒（35 hp） × 1
- 最大速度：130 km/h[2]あるいは135 km/h[3]あるいは140 km/h[6]
- 上昇限度：2,000 m
- 航続距離：500 km
- 翼面荷重：45 kg/m2
- 乗員：1名